# Natividad Yarza Planas
Natividad Yarza Planas (Valladolid, Castella, 24 de desembre de 1872 - Tolosa, Llenguadoc, 16 de febrer de 1960) va ser la primera alcaldessa a Catalunya i a Espanya elegida democràticament a les eleccions de gener del 1934 en la candidatura d'ERC de Bellprat.

## Joventut
Va néixer a Valladolid, filla de Manuel Yarza Lavilla, un sabater que treballava per a l'exèrcit i era originari d'Ebreya (Aragó) i de Lorenza Planas Ramis, nascuda a Uharte (Navarra). Natividad era la segona de tres germans. La família es va traslladar a Saragossa al cap de pocs mesos de néixer Natividad i el 1876 es desplaçaven a Barcelona.
Del 1904 al 1905 cursà estudis de mestra a Osca i el 1906 començà a exercir com a tal a Santa Margarida de Montbui, per treballar després a Pontons, Vilada, Malla, Saderra (Orís), Vilanova del Camí, Igualada, Gandesa, Cabrera de Mar, Candasnos. Finalment, el juny de 1930, va ser nomenada mestra en propietat de l'escola de Bellprat. A l'estiu del 1934 es traslladà a la plaça de mestra a la Pobla de Claramunt, localitat on va residir fins a l'inici de la guerra civil.

## Activitat política
Va participar el 1931 en la constitució, a Barcelona de l'Associació Femenina Republicana Victoria Kent, juntament amb Irene González Barrio, Julia Balagué Cases, Magdalena Alabart Belart, Josefa Ferrer i Vallès, Francesca Quelart i Ferrer, Teresa Sabadell i Isabel Jornet. Aquest grup va fer públic un manifest a l'Heraldo de Madrid (publicat el 19 d'agost de 1931) i El Liberal (21 d'agost de 1931), on expressaven la intenció de crear un Comitè a Madrid i altres capitals. L'objectiu de l'associació era animar les dones a col·laborar amb la República per contribuir a crear una consciència ciutadana en un segment de la població que havia viscut, fins aquell moment, allunyat de l'orde polític.
Es va afiliar al Partit Republicà Radical Socialista i fou una destacada propagandista i membre de la Junta Directiva del Centre Radical Socialista del districte IX de Barcelona. Va compatibilitzar la seva tasca docent a Bellprat amb els viatges a la seu del partit a l'avinguda de Gaudí, 9 de Barcelona, on va tenir oportunitat de col·laborar amb Marcel·lí Domingo. El 1933 va participar com a oradora a l'homenatge a Benito Pérez Galdós i al seixantè aniversari de la proclamació de la Primera República. També va participar activament en la instauració del Centre Radical Socialista de Bellprat.
A les eleccions locals de 1931, a Bellprat va ser nomenat un alcalde dictatorial per l'article 29. Dos anys més tard, el govern espanyol i la Generalitat de Catalunya varen modificar la llei electoral substituint aquests ajuntaments per una comissió gestora i Yarza va presidir la comissió del seu poble de residència a partir del 25 de maig de 1933.
El 7 de juliol de 1933 fou elegida vicesecretària de la Junta General Constituent de l'Institut Laic Benèfic de Catalunya.
A les eleccions espanyoles del novembre de 1933 les dretes obtingueren una victòria que va deixar molt tocat, entre d'altres, el seu partit, el Partit Republicà Radical Socialista, que finalment s'acabaria escindint. Yarza va abandonar el partit per encapçalar la candidatura d'Esquerra Republicana de Catalunya a les eleccions municipals de Bellprat i va resultar elegida alcaldessa en les eleccions del 14 de gener de 1934 per només 5 vots de diferència amb la Lliga Regionalista. Aquest resultat la situava com la primera alcaldessa electa democràticament a Catalunya, tot i que algunes fonts afirmen que també ho va ser d'Espanya. Amb tot, a l'Estat espanyol les eleccions municipals van celebrar-se l'any anterior i en el butlletí oficial hi consta la també mestra Catalina San Martín, com a primera alcaldessa electa a Espanya per sufragi universal. Per tant, Yarza seria, en qualsevol cas, la primera alcaldessa electa de Catalunya.
Aquest fet la va fer participar en esdeveniments polítics de primer ordre, com la recepció que va fer el president de la Generalitat, Lluís Companys, el 12 de febrer i l'assistència a la Diada dels Ajuntaments d'Esquerra Republicana, que, fent un homenatge a Francesc Macià, es va celebrar a Barcelona l'11 de març i va estar presidit per Companys i l'alcalde de Barcelona, Carles Pi i Sunyer.
Amb motiu de la discussió de la Llei de Contractes de Conreu, va participar com oradora en un míting el 15 de maig a Bellprat i el 3 de juny a Sant Martí de Tous acompanyant els diputats d'ERC al Parlament de Catalunya Salvador Armendares i Francesc Riera i Claramunt, el diputat a Corts Amadeu Aragay, i l'exconseller de la Generalitat, Pere Mestres.
Després dels fets d'octubre de 1934 l'activitat política pràcticament s'atura durant el bienni negre. Coincideix amb el seu trasllat de la plaça de mestra a la Pobla de Claramunt l'estiu del 1934, quan fou substituïda com a alcaldessa per Josep Solé i Solé per disposició de l'autoritat militar.
Durant la guerra civil, tot i tenir 63 anys, es va allistar a la columna del Barrio que va sortir de Barcelona el 24 d'agost i es va traslladar al front d'Aragó, a la zona de Tardienta i voltants d'Osca, on va fer tasques de proveïments per a les trinxeres. L'estada al front es va acabar quan les columnes de milicians es van militaritzar i integrar l'Exèrcit Popular de la República. Yarza es traslladà a Barcelona per a incorporar-se com a mestra del Consell de l'Escola Nova Unificada després d'ajudar la seva substituta a la Pobla de Claramunt, Núria Maestre. Natividad Yarza va estar destinada a un col·legi a la part alta del carrer de Balmes de Barcelona, on residia, fins a acabar la guerra. Un cop completada l'ocupació franquista de Catalunya, Yarza es va exiliar a França on va sobreviure com a planxadora i gràcies a un ajut de l'Spanish Refugee Aid. El 21 d'octubre de 1940, la Comisión Depuradora de Magisterio la va donar de baixa com a mestra.
Va morir a Tolosa, el 1960 als 87 anys, després d'una caiguda.
El 19 de setembre de 2009, en commemoració del 75è aniversari del seu nomenament com a alcaldessa, a Bellprat li varen retre un homenatge amb presència del president del Parlament de Catalunya, Ernest Benach. L'any 2010, es va instaurar a Bellprat la Diada de Castelleres Memorial Nativitat Yarza, una festa de celebració del seu aniversari amb l'aixecament de castells fets exclusivament amb les dones de les colles que assisteixen a la festa. A la festa es convida i s'homenatja una dona que hagi excel·lit en la seva activitat.